# Юго-западный чешский диалект

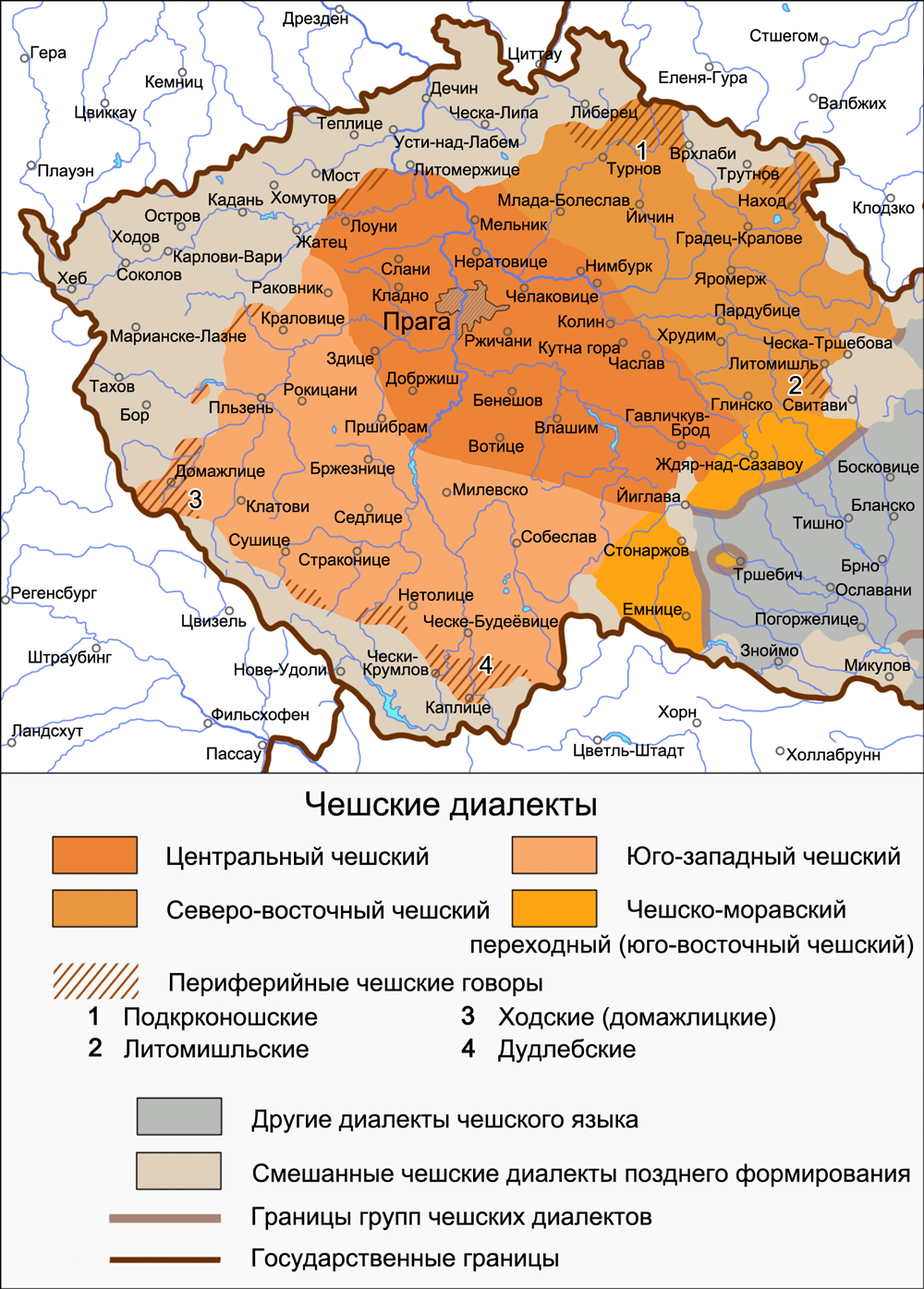
Юго-западный диалект на карте чешских диалектов

Ю́го-за́падный че́шский диале́кт (чеш. nářečí jihozápadočeská, jihozápadočeská podskupina) — один из четырёх чешских диалектов, наряду с центральным, северо-восточным и юго-восточным (переходным чешско-моравским) диалектами. Распространён в юго-западных районах исторической области Богемия. В составе юго-западного диалекта различают обособленные от других периферийные ходские и дудлебские говоры.

## Область распространения
Юго-западный чешский диалект распространён в Пльзенском (исключая его северо-западные районы) и Южночешском (исключая его крайне южные районы) краях, а также в некоторых западных районах Среднечешского края. Данные территории являются юго-западной частью исторической области Чехии, или Богемии (без окраинных новонаселённых областей).
С северо-запада, юго-запада и юга ареал юго-западного чешского диалекта граничит с новонаселёнными областями с распространёнными в них смешанными чешскими диалектами. В ряде районов на западе, юге и юго-востоке к юго-западному диалекту примыкают области распространения немецкого языка. К северо-востоку от юго-западного размещается ареал центрального чешского диалекта, а к востоку — ареал юго-восточного чешского диалекта. Граница с центральночешским диалектом идёт от Краловице (чеш. Kralovice), расположенного к северу от города Пльзень, в направлении Рокицани, затем до Писека и далее на восток до границы с Моравией. Дудлебские говоры размещены к югу от Ческе-Будеёвице, Лишова (чеш. Lišov) и Требони (чеш. Třeboň). В окрестностях Домажлице лежит ареал ходских говоров.

## Особенности диалекта
Юго-западный чешский диалект характеризуется следующими языковыми особенностями:
1. Отсутствие в ряде случаев дифтонгизации i как и в литературном языке: cítit (чеш. литер. cítit, рус. чувствовсть), vozík (чеш. литер. vozík, рус. тележка) и т. п. в отличие от центрального и северо-восточного диалектов — cejtit, vozejk и т. п. (с /ej/ < *ī).
2. Наличие парного мягкого согласного l’ в ряде говоров юго-западного диалекта.
3. Йотация, отражающая мягкость губных согласных в прошлом, отмечаемая в ряде говоров: pjivo (чеш. литер. pivo, рус. пиво), bjilej (чеш. литер. bílý, рус. белый) и т. п.
4. Наличие словоформ bejzubej (общечеш. bezubej, рус. беззубый), přej_domem (общечеш. pře_domem, рус. перед домом) и т. д., как и в южноморавских диалектах.
5. Разнообразие случаев употребления протетических согласных или их отсутствие в разных говорах на территории распространения диалекта. Наличие протетического v в большинстве говоров: vokno (чеш. литер. okno, рус. окно), von (чеш. литер. on, рус. он). В ходских говорах — протетический h — hokno, в дудлебских говорах отсутствие протезы перед o — okno.
6. Употребление на конце словоформ, обозначающих принадлежность к семье, -ojc/-ou̯c/-oc/-uc < -ow’ic: Novákojc (рус. семья Новаков) в отличие от центральночешского Novákovic.
7. Распространение долгих гласных в окончании одушевлённых существительных мужского рода в именительном падеже множественного числа: sedlácí (рус. крестьяне) в отличие от центральночешского sedláci.
8. Неизменяемые формы притяжательных прилагательных, оканчивающихся на -ovo/-ino типа bratrovo (рус. братов, брата), sestřino (рус. сестрин, сестры): mámino kámoška (рус. мамина подружка), sousedovo pes (рус. соседская собака), tat’ínkovo boty (рус. папины ботинки) и т. п.
9. Формы глаголов 3-го лица множественного числа настоящего времени типа prosit (рус. просить), umět (рус. уметь): prosí (рус. просят), umí (рус. умеют) в отличие от центральночешского и северо-восточного диалектов — prosej(í/i), um’ej(í/i).
10. Наличие ряда лексических особенностей: chlapec (рус. парень) (в центральном чешском — kluk, в северо-восточном чешском — hoch) и т. д.

Кроме того в юго-западном диалекте отмечаются такие явления, как:
1. Наличие в ряде говоров после мягких согласных a на месте e: jahla (чеш. литер. jehla, рус. игла), čalo (чеш. литер. čelo, рус. лоб), včala (чеш. литер. včela, рус. пчела) и т. п.
2. Наличие дифтонга ou̯ в словах типа počet (рус. число): pou̯čet.
3. В ряде случаев краткие гласные на месте долгих: pect (чеш. литер. péct, рус. печь), nest (чеш. литер. nést, рус. нести), krajec (чеш. литер. krajíc, рус. ломтик) и т. д.
4. Наличие сочетания chč на месте общечешского št и tř на месте stř: chčestí (чеш. литер. štěstí, рус. счастье), třílet (чеш. литер. střílet, рус. стрелять).
5. Словоформа hdo (чеш. литер. kdo, рус. кто).